# 崔林涛
崔林涛（1942年4月—），男，汉族，陕西千阳人，中华人民共和国政治人物。中共陕西省委党校大专学历。。曾任中共陕西省委副书记、中共西安市委书记，陕西省人大常委会副主任、代主任，中共第十五届中央候补委员等职。

## 生平
崔林涛是陕西千阳人。1966年4月加入中国共产党。早年先后在第三机械工业部秦岭公司（即后来的，航空部秦岭公司），以及陕西省国防科学技术工业办公室任职。1988年8月，转任地方，出任中共西安市委副书记；1990年8月起，代理西安市人民政府市长；次年4月，正式当选市长；1995年1月，晋升中共陕西省委常委、中共西安市委书记，并兼任西安市人大常委会主任；2002年1月，转任陕西省人大常委会副主任、党组副书记。
崔林涛在担任西安市委书记后不久，西安市遭遇了大面积的大旱。石砭峪水库干涸，沣峪河、田峪河断流，大量工厂停工，一大批市民排队接水，西安市由此陷入了大面积的水荒。为此，在安启元、李建国、程安东、崔林涛等的领导下，陕西省及西安市委及政府开始在全市范围内寻找合适水源，最终决定开发周至县的黑河作为西安新的供水来源。最后，在2001年12月27日，历经六年时间，黑河水利枢纽主体工程竣工完毕。
2007年7月，在李建国被宣布调山东任职之后，陕西省人大常委会主任的位置出缺，已到正部级官员退休年龄的崔林涛，被推举为代理主任。2008年1月任期结束。

## 轶事
由于上世纪九十年代，崔林涛等西安市领导提出修建西安二环路来促进西安交通建设的发展，然而当时西安市财政紧缺，无法在二环路上修建立交桥。因此，当时西安市出租车司机经常流传一句顺口溜：“西安有个崔林涛，修的二环没立交。”

## 评价
崔林涛在西安工作多年，但热衷形象工程，曾提出著名的八大工程。务实作风稍欠。